# Илијас Атмацидис
Илијас Атмацидис (грч. Ηλίας Ατματσίδης; Кожани, 24. април 1969) бивши је грчки фудбалер.

## Каријера
Играо је на позицији голмана. Већину фудбалске каријере играо је за атински АЕК. Одиграо је преко 250 утакмица за десет година колико је провео у клубу. Са АЕК-ом је два пута освојио првенство, играо у Лиги шампиона и Купу УЕФА. Последње три године играчке каријере провео је у ПАОК-у из Солуна.
За репрезентацију Грчке бранио је на 47 утакмица. Био је у саставу грчке репрезентације на Светском првенству 1994. године, које је одржано у Сједињеним Државама. Одиграо је једну утакмицу у групи против Бугарске (резултат 0:4).

## Успеси
АЕК Атина
- Првенство Грчке: 1993, 1994.
- Куп Грчке: 1996, 1997, 2000, 2002.
- Суперкуп Грчке: 1996.

ПАОК
- Куп Грчке: 2003.